# The Kush
The Kush è il primo album del rapper statunitense Havoc, pubblicato nel 2007.
| Recensione | Giudizio |
| ---------- | -------- |
| XXL        | [ 1 ]    |
| Pitchfork  | [ 2 ]    |
| HipHopDX   | [ 3 ]    |
| PopMatters | [ 4 ]    |

## Tracce
Testi di Kejuan Muchita.
1. NY 4 Life – 3:24
2. I'm The Boss – 2:39
3. By My Side – 3:01
4. One Less N*gga (feat. Glocc) – 3:30
5. Ride Out (feat. Nyce) – 4:32
6. Balling Out (feat. Un Pachino) – 2:45
7. What's Poppin Tonite – 3:04
8. Class By Myself (feat. Nitti) – 2:44
9. Set Me Free (feat. Nyce & Prodigy) – 4:52 (testo: Albert Johnson)
10. Be There – 3:39
11. Hit Me Up (feat. Un Pachino) – 2:29
12. Get Off My D*ck – 2:50

## Classifiche settimanali
| Classifica (2007)         | Posizione massima |
| ------------------------- | ----------------- |
| Stati Uniti               | 173               |
| US Heatseekers Albums     | 5                 |
| US Top Rap Albums         | 15                |
| US Top R&B/Hip-Hop Albums | 31                |